# Dismorphia
Genre
Le genre Dismorphia regroupe des lépidoptères (papillons) de la famille des Pieridae et de la sous-famille des Dismorphiinae qui résident en Amérique, Amérique du Sud et Amérique centrale.

## Dénomination
Dismorphia a été nommé par Jakob Hübner en 1816.
Synonymie : Acaptera Billberg, 1820; Leptalis Dalman, 1823; Hemerocharis Boisduval, 1836;

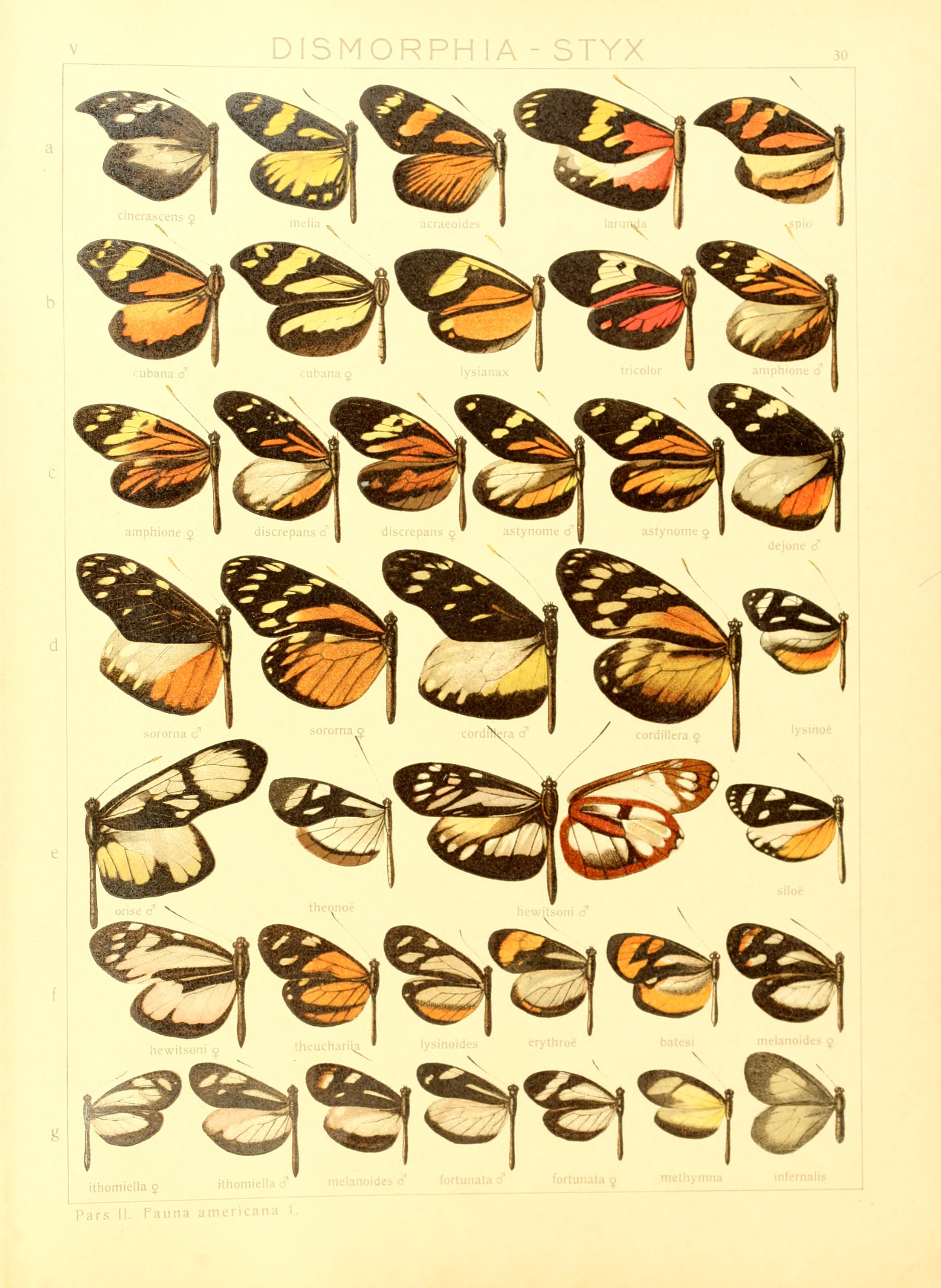
Planche de Dismorphia
The Macrolepidoptera of the World. Vol. 5

## Liste des espèces
- Dismorphia altis Fassl, 1910
- Dismorphia amphione (Cramer, [1779])
- Dismorphia arcadia (C. & R. Felder, 1862)
- Dismorphia astyocha Hübner, [1831]
- Dismorphia boliviana Forster, 1955
- Dismorphia crisia (Drury, [1782])
- Dismorphia cubana (Herrich-Schäffer, 1862)
- Dismorphia eunoe (Doubleday, 1844)
- Dismorphia hyposticta (C. & R. Felder, 1861)
- Dismorphia laja (Cramer, [1779])
- Dismorphia lelex (Hewitson, 1869)
- Dismorphia lewyi (Lucas, 1852)
- Dismorphia lua (Hewitson, 1869)
- Dismorphia lycosura (Hewitson, [1860])
- Dismorphia lygdamis (Hewitson, 1869)
- Dismorphia lysis (Hewitson, 1869)
- Dismorphia medora (Doubleday, 1844)
- Dismorphia medorilla (Hewitson, 1877)
- Dismorphia melia (Godart, [1824])
- Dismorphia mirandola (Hewitson, 1876)
- Dismorphia niepelti Wyemer, 1909
- Dismorphia pseudolewyi Forster, 1955
- Dismorphia spio (Godart, [1824])
- Dismorphia teresa (Hewitson, 1869)
- Dismorphia thermesia (Godart, 1819)
- Dismorphia thermesina (Hopffer, 1874)
- Dismorphia theucharila (Doubleday, 1848)
- Dismorphia zaela (Hewitson, [1858])
- Dismorphia zathoe (Hewitson, [1858])

### Source
- (en) funet